# ЦСКА Москва
Централни спортски клуб Армије (рус. Центральный спортивный клуб Армии), скраћено ЦСКА (рус. ЦСКА), једно је од најуспешнијих спортских друштава на свету. Основан је 1911. године. Спортско друштво је више пута мењало име, а садашње име ЦСКА је добило 1960. године. 
Клуб има тимове у неколико спортова:
- За фудбалски клуб, види ФК ЦСКА Москва
- За кошаркашки клуб, види КК ЦСКА Москва
- За хокејашки клуб, види ХК ЦСКА Москва
- За одбојкашки клуб, види ОК ЦСКА Москва